# کارلوس لاستره
کارلوس لاستره (اسپانیایی: Carlos Lastre‎؛ زادهٔ ۲۷ ژوئن ۱۹۵۰) وزنه‌بردار اهل کوبا بود. وی در بازی‌های المپیک تابستانی ۱۹۷۶ شرکت کرده‌است.